# Chanson
Pour les articles homonymes, voir Chanson (homonymie) et chant (homonymie).
 (février 2025).
Si vous disposez d'ouvrages ou d'articles de référence ou si vous connaissez des sites web de qualité traitant du thème abordé ici, merci de compléter l'article en donnant les références utiles à sa vérifiabilité et en les liant à la section « Notes et références ».

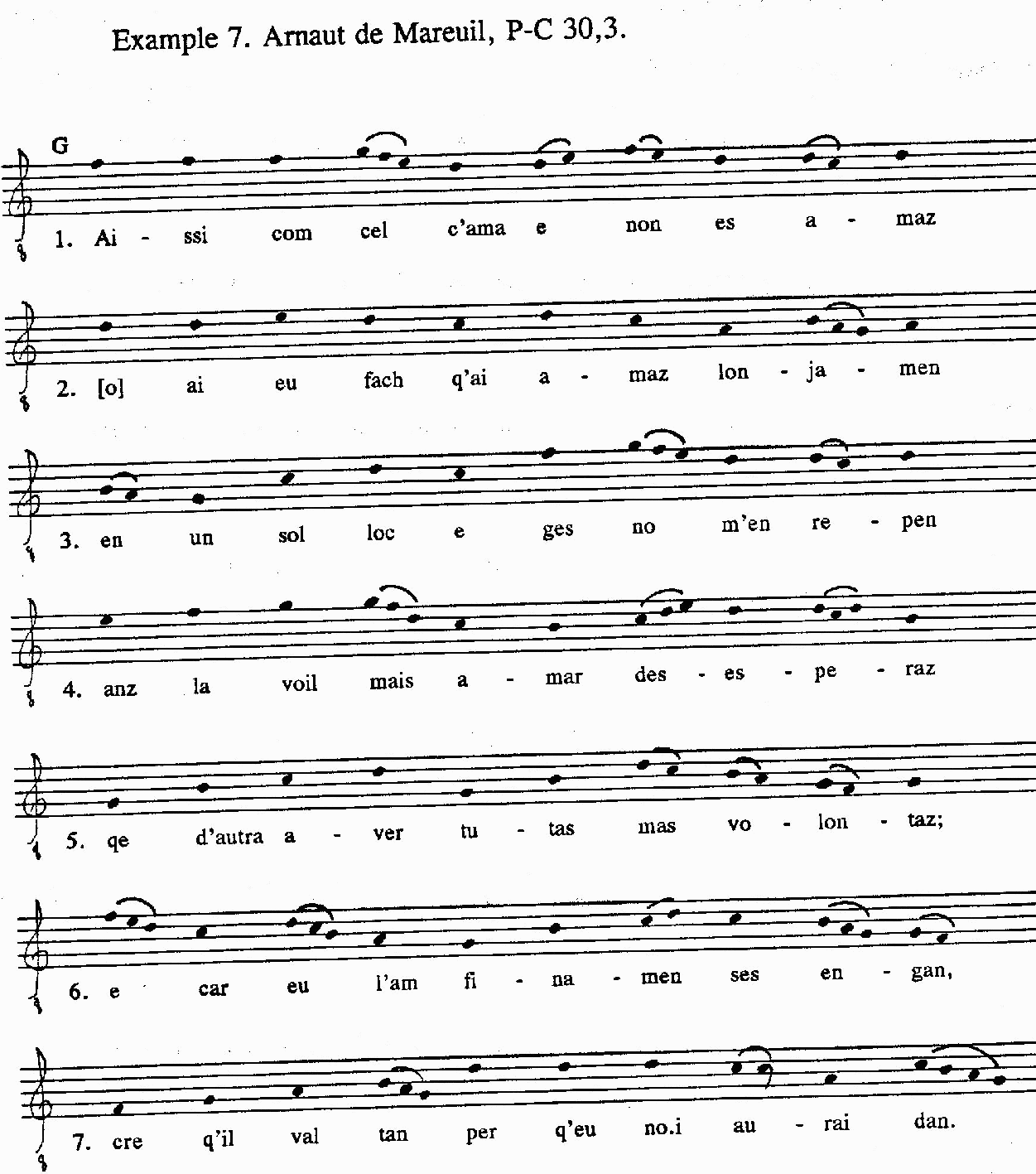
Partition d'une chanson d'Arnaut de Mareuil.

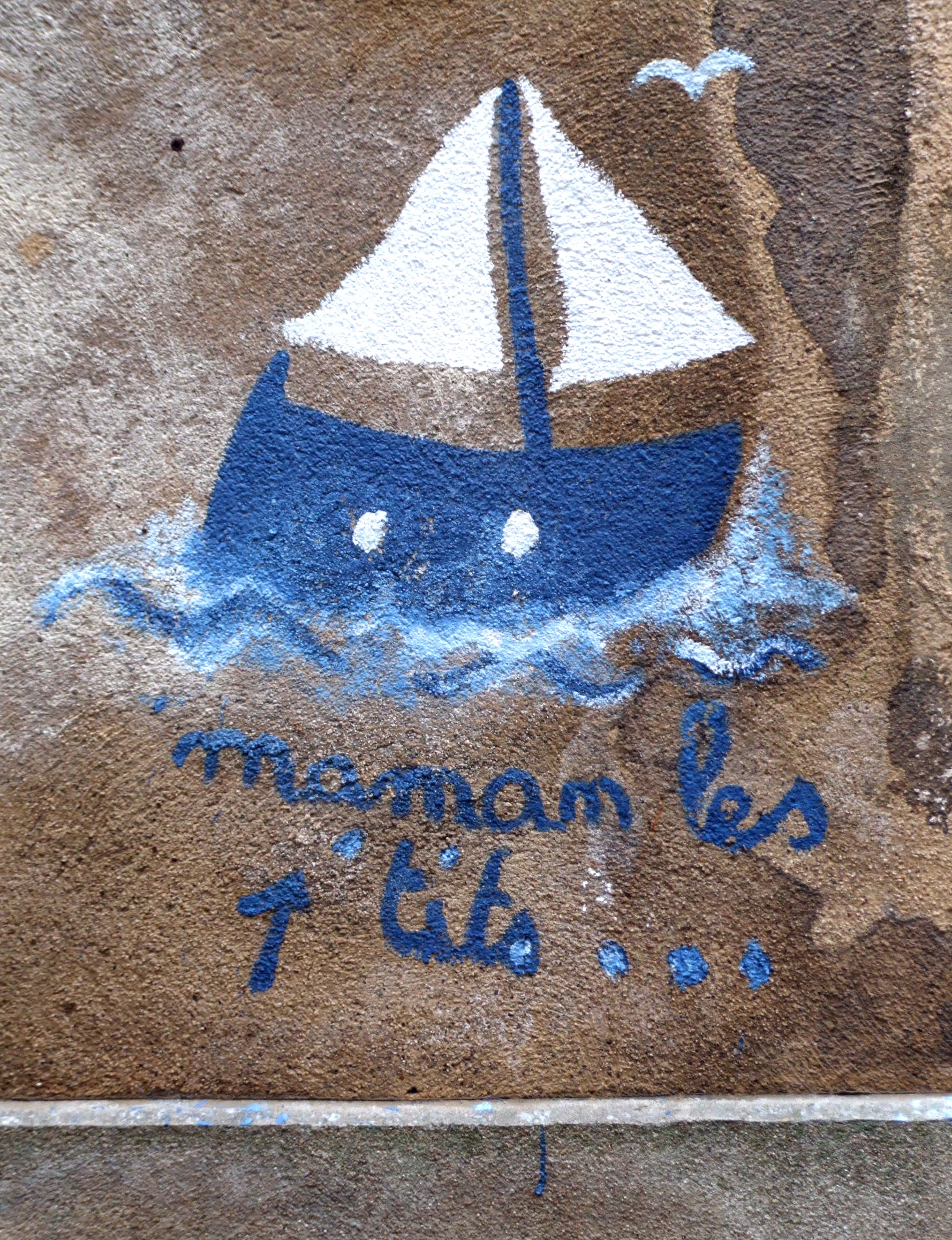
Graffiti évoquant la chanson Maman les p'tits bateaux.

Une chanson, ou un chant, est une œuvre musicale composée d'un texte et d'une mélodie destinée à être interprétée par la voix humaine. Cette interprétation peut se faire sans accompagnement instrumental, c'est-à-dire a cappella, ou au contraire être accompagnée d'un ou plusieurs instruments (guitare, piano, groupe, voire un big band ou un grand orchestre symphonique). Elle peut être à une voix (monodie) ou à plusieurs (polyphonie) comme dans une chorale.
Simple comptine enfantine de quelques mots ou longue chanson de geste (voir les 4 002 vers de La Chanson de Roland du XIIe siècle), cette expression littéraire et musicale peut revêtir des formes et des structures diverses (couplet/refrain, strophe ou laisse, canon, mélodie accompagnée ou lied allemand…) et couvrir des genres bien différents comme la musique traditionnelle ou folklorique, la musique classique ou ethnique, le rock 'n' roll ou le  jazz, le rap ou le slam.

## Création
La création d'une chanson nécessite généralement la participation de deux artistes : l'auteur des paroles (parolier) et le compositeur de la musique. Leur travail se fait à leur gré, la mélodie naissant parfois du texte ou le texte de la mélodie, ou même les deux simultanément comme pour certains auteurs-compositeurs.
L'interprète (le chanteur ou la chanteuse) donne vie à la création. Certains artistes comme Georges Brassens, Jacques Brel, Charles Aznavour ou Jean-Jacques Goldman, (parmi bien d'autres), réunissent les trois fonctions et sont alors nommés auteurs-compositeurs-interprètes ou chansonniers dans la tradition jusqu'au début du XXe siècle.
Parfois, un quatrième musicien intervient : l'arrangeur musical, celui qui harmonise et donne la couleur particulière à la chanson par son orchestration (organisation des instruments d'accompagnement, notamment lors d'un enregistrement).

## Forme et genre
Une chanson est composée le plus souvent d’une introduction, d’un couplet, d’un refrain, d'un pont et d’une fin. La longueur de ses éléments varie en fonction des choix opérés par les auteurs-compositeurs et aussi en lien avec les médias qui diffusent les chansons (notamment la radio, qui impose des critères plus ou moins stricts).  
Le couplet est l'une des deux structures mélodiques constitutives se déroulant en alternance avec le refrain et dont la principale caractéristique est de présenter des paroles différentes à chaque nouvelle exposition, ce qui permet de faire évoluer le contenu du récit. La musique, c’est-à-dire les accords du couplet souvent ne changent pas au cours de la chanson.
Le refrain est la répétition régulière de paroles d’une même chanson. C’est la partie de la chanson dont les gens se souviennent le plus souvent. Généralement, les différents refrains d'une même chanson possèdent non seulement les mêmes paroles, mais aussi la même mélodie.
Il peut y avoir un pré-refrain qui est une courte partie qui se trouve directement avant un refrain mais qui se distingue du couplet par les paroles et sa musique. 
Le pont désigne une partie dont les accords se différencient des accords principaux. C’est une partie distincte de la chanson qui n’est pas du tout pareil au couplet ou au refrain. 
Entre chaque section il est aussi possible d’avoir un ou plusieurs interludes qui ne contiennent pas de paroles.